# عملیات قدس ۱
عملیات قدس ۱ نام عملیاتِ نظامی است که در شامگاه ۲۴ خرداد سال ۱۳۶۴ در زمان جنگ ایران و عراق انجام گرفت. این عملیات توسط نیروهای سپاه پاسداران انقلاب اسلامی ایران و با رمز «یا محمد رسول‌الله» در منطقه عملیاتی «هورالهویزه» واقع در شرق رودخانه «دجله» عراق اجرا گردید. هدف از انجام این عملیات، منهدم کردن نیروهای بعثی عراق و به هم زدن انسجام ماشین جنگی ارتش بعثی صدام در منطقه بود؛ وسعت این ناحیه حدود صد و هشتاد کیلومتر مربع بود.
در عملیات قدس ۱ که برای مدت چهار روز به طول انجامید، نیروهای ایرانی در طی زمان محدودی، ۲ پاسگاهِ مدنظرِ نیروهای عراقی‌ها یعنی «ابوذکر» و «ابولیله» را تسخیر کردند و مقاومت بعثی‌عای عراق از هم شکسته شد. در روز اولِ نبرد، ارتش صدام با استفاده از هواپیماهای پی‌سی۷ (PC7) و بالگرد به انجام حملات شیمیایی و انفجاری پرداخت، و در این هنگام، نیروهای سپاه پاسداران با استقرار توپهای ضدهوایی، یک فروند از هواپیماهای عراقی را با استفاده از «سام-۷» ساقط نمودند و عملاً پاتک هوایی رژیم بعثی عراق به نتیجه نرسید.